# 富伦哈根
富伦哈根是德国石勒苏益格－荷尔斯泰因州的一个市镇。总面积5.74平方公里，总人口296人，其中男性139人，女性157人（2011年12月31日），人口密度52人/平方公里。